# Martin Paterson
Martin Andrew Paterson (Stoke-on-Trent, Anglia, 1987. május 10.) északír labdarúgó, aki jelenleg a Bristol Cityben játszik csatárként.

## Pályafutása

### Stoke City
Paterson 2004-ben kapott profi szerződést a Stoke Citytől. 2005. április 16-án debütált a felnőttek között, amikor egy Plymouth Argyle elleni meccs hajrájában csereként váltotta Chris Greenacre-t. 2006 márciusában, a Leeds United ellen kapott először lehetőséget kezdőként. Első gólját hat hónappal később, a Sheffield Wednesday ellen szerezte.
A Stoke 2006 novemberében kölcsönadta a negyedosztályban szereplő Grimsby Townnak. November 25-én, az Accrington Stanley ellen mutatkozott be a csapatban. 2007 februárjában tért vissza a Cityhez.

### Scunthorpe United
Patersont 2007 nyarán leigazolta a Scunthorpe United. Nigel Adkins menedzser vele szerette volna pótolni a távozó Billy Sharpot. Egy Hartlepool United elleni Ligakupa-meccsen kapott először lehetőséget új csapatában. Gólt is szerzett, de csapata végül 2-1-re kikapott.
2008. január 29-én a Norwich City 850 ezer fontos ajánlatot tett érte, melyet a Scunthorpe elutasított. Nyáron a Burnley is bejelentkezett érte, hosszan tartó egyeztetések és több elutasítot ajánlat után végül 1 millió fontban egyezett meg a két csapat.

### Burnley
2008. június 23-án Paterson egy négy évre szóló szerződést írt alá a Burnleyvel. Első szezonjában házi gólkirály lett, minden sorozatot egybevéve 19 gólt szerzett. Nagy szerepe volt abban, hogy a gárda bejutott a Ligakupa elődöntőjébe és feljutott a Premier League-be.

## Válogatott
Paterson 2007. november 2-án kapott először behívót az északír válogatottba, azóta 11 alkalommal lépett pályára hazája képviseletében.

## Külső hivatkozások
- Martin Paterson pályafutásának statisztikái a Soccerbase oldalon (angolul)

- Martin Paterson adatlapja a Scunthorpe United honlapján
- Martin Paterson adatlapja a Burnley honlapján

## Fordítás
- Ez a szócikk részben vagy egészben  a   Martin Paterson című angol Wikipédia-szócikk fordításán alapul.  Az eredeti cikk szerkesztőit annak laptörténete sorolja fel. Ez a jelzés csupán a megfogalmazás eredetét és a szerzői jogokat jelzi, nem szolgál a cikkben szereplő információk forrásmegjelöléseként.